# Nikaho (Akita)
Nikaho (にかほ市 Nikaho-shi?) es una ciudad localizada en la prefectura de Akita, Japón. En octubre de 2018 tenía una población de 24.010 habitantes y una densidad de población de 99,6 personas por km². Su área total es de 241,13 km².

## Geografía

### Municipios circundantes
- Prefectura de Akita
  - Yurihonjō
- Prefectura de Yamagata
  - Yuza

## Demografía
Según datos del censo japonés, la población de Nikaho ha disminuido en los últimos años.
| Año del censo | Población |
| ------------- | --------- |
| 1995          | 31.336    |
| 2000          | 30.347    |
| 2005          | 28.972    |
| 2010          | 27.544    |
| 2015          | 25.324    |